# Sander Borgers
Sander Borgers (Den Hulst, 13 september 1917 - Haren, Duitsland, 1985) was een Nederlandse nationaalsocialist en oorlogsmisdadiger tijdens de Tweede Wereldoorlog.

## Jeugd
Borgers' ouders hadden in de toenmalige gemeente Nieuwleusen een boerderij, maar door de aantrekkingskracht van de opbloeiende Twentse textielindustrie verhuisde het gezin omstreeks 1932 naar Enschede.

## Nationaalsocialist
In 1939 werden Borgers en zijn broer Johan (Den Hulst, 20 januari 1922) lid van de Nationaal-Socialistische Beweging (NSB). In 1940 werden zij lid van de Nederlandsche SS. In 1941 meldden ze zich bij de Waffen-SS. Na een korte militaire opleiding in Duitsland werden ze naar de Balkan gezonden en later in dat jaar naar het oostfront, waarbij zijn broer Johan tijdens gevechten bij Milofti-Kurakino op 12 december 1941 om het leven kwam. Familieleden hebben zijn lichaam in 2010 laten herbegraven. Sander Borgers raakte in 1942 en 1943 diverse malen gewond. Na zijn herstel keerde hij steeds terug naar het front.
Na zijn laatste zware verwondingen in het voorjaar van 1943 werd Borgers afgekeurd voor de Waffen-SS en de strijd aan het front. Terug in Nederland werkte hij aan zijn herstel en hielp hij zijn vader bij diens paardenhandel. In 1944 werd Borgers door de Landwacht opgeroepen. Door zijn jarenlange ervaring als oostfrontsoldaat werd hij ingedeeld bij het Sonderkommando van Henk Feldmeijer. Hier was hij betrokken bij diverse moorden op bekende onschuldige Nederlanders, als represailles van moorden op NSB'ers door het verzet. Dit werden ook wel de Silbertannemoorden genoemd. Dit Sonderkommando werd in september 1944 op last van de SS-leiding opgeheven. In november 1944 trad Borgers in Enschede in het huwelijk.

## Na de oorlog
Vlak voor de bevrijding vluchtte Borgers naar het Duitse Leer, waar hij werk kreeg op een boerderij. Hier kreeg hij weer een relatie, maar is nooit opnieuw getrouwd. Uit deze relatie werden twee kinderen geboren. Zijn eerste vrouw had in 1947 een echtscheiding aangevraagd omdat Borgers van de aardbodem verdwenen was.
In 1949 heeft Borgers, na zijn aanhouding in Duitsland, vrijwillig meegewerkt aan zijn uitlevering aan Nederland. Door het Bijzonder Gerechtshof Amsterdam werd hij in november 1949 veroordeeld tot een levenslange gevangenisstraf met ontzetting uit alle rechten. In hoger beroep werd door de Procureur-Fiscaal 12 jaar gevangenisstraf geëist. Een maand later werd Borgers' beroep op 31 januari 1951 door de Bijzondere Raad van Cassatie verworpen. De Raad handhaafde dus het vonnis van het Bijzonder Gerechtshof.

## Ontsnapping uit de Koepelgevangenis te Breda
Hierop werd hij in de Koepelgevangenis te Breda opgesloten. Op de avond van Tweede Kerstdag in 1952, wist hij daar met zes andere gevangenen (Herbertus Bikker, Klaas Carel Faber, Willem Polak, Antoine Touseul, Willem van der Neut en Jacob de Jonge) na een filmavond te ontsnappen en met twee auto's naar Duitsland te vluchten. Deze van buitenaf georganiseerde ontsnapping leidde via de grensovergang bij Ubbergen naar Kleef in Duitsland. Hier meldde men zich bij de politie. De volgende dag werden ze aan de Duitse kantonrechter Dyckman voorgeleid, die hen veroordeelde tot het betalen van 10 Duitse marken, wegens illegale grensoverschrijding. Ieder ging hierna zijn weg in Duitsland en aan verzoeken om uitlevering werd geen gevolg gegeven omdat ze in de oorlog de Duitse nationaliteit hadden verkregen. Borgers had dit in 1941 verkregen bij de indiensttreding in de Waffen-SS. De Duitse overheid was niet gehouden tot uitlevering van Duitse staatsburgers.
Borgers heeft zich na enige omzwervingen weer bij zijn gezin in Leer gevestigd. Als veehandelaar heeft hij hier nog jaren de kost verdiend. Hij is in zijn latere woonplaats, het Duitse Haren, in 1985 gestorven en aldaar begraven.